# Весна Парун
Весна Парун (на хърватски: Vesna Parun) е хърватска преводачка, драматург, поетеса и писателка на произведения в жанра драма, лирика, мемоари, пътеписи и детска литература.

## Биография и творчество
Весна Парун е родена на 10 април 1922 г. близо до Шибеник на остров Зларин, Хърватия, семейство с четири деца на общински чиновник. Нейните предци са от рибарска фамилия. Баща ѝ често губи работато си се премества, поради което семейството живее в трудни условия. Тя прекара голяма част от детството и младостта си при леля си в Сплит, в Биоград на Мору и в Шибеник. Завършва основно училище във Вис и посещава гимназия в Шибеник и Сплит, където завършва с отличие през 1940 г. Започса да пише стихове още в училище, които излизат в училищния вестник. През 1946 г. завършва филология в Загребския университет. През 1947 г. записва философия, но не завършва, тъй като се разболява от коремен тиф.
Започва да публикува поезия през 1945 г. Първите ѝ поетични сборници „Зори и вихри“ (1947), „Стихове“ (1948) отразяват патриотичните чувства от следвоенното възраждане на страната. В следващите ѝ книги гражданската лирика се съчетава с любовната: „Черна маслина“ (1955), „Вярна на видрите“ (1957), „Робство“ (1957), „Остави ме да отпочина“ (1958), „Корал, върнат от морето“ (1959), „Ти и никога“ (1959) и др.
В периода 1962 – 1967 г. живее в България. Сприятелява се с Блага Димитрова, Радой Ралин, Ваня Петкова, Александър Геров, Димитър Пантелеев, и с преводача Ганчо Савов. Има любовна връзка с Иван Славов, заради което и поради влошаване на отношенията с Югославия по време на Студената война, е следена от Държавна сигурност. През 1967 г. принудително и с огорчение напуска България и живее в кв. „Дубрава“ на Загреб като работи на свободна практика. През 2000 г. заради влошено здраве се премества в курорта Стубичке Топлице.
В сборниците „Коралово море“ (1959), „Конник“ (1961) „Вятърът на Тракия“ (1964), „Стихотворения“ (1964), „Гонг“ (1966), „Отворени врати“ (1968), „Омагьосаният дъжд“ (1969), „Сто сонета“ (1972), „Срамувам се да умра“ (1974), „Оловният гълъб“ (1975), „Апокалиптични басни“ (1976) въвежда родната митология, народния говор и „селския“ език и стилистика“ в хърватската поезия. Следват: „Избрани стихове“ (1979), „Салто мортале“ (1981), „Избрани произведения“ (1982), „Сонетни венци“ (1991), „Преминавам през живота“ (1993), „Омагьосана чаровница“ (1993), „Избрани произведения“ (1995), „Птицата на времето“ (1996), „Смехът е по-силен от смъртта“ (1997), „Грехът е смърт“ (2000) и др.
Автор на над 60 сборника с лирика и проза, на повече от 20 книги за деца, и на няколко пиеси. Творбите ѝ са преведени на различни езици. По някои от стиховете ѝ са направени песни.
Прави преводи от словенски, немски, френски и български език. Превела е много български поети – Пейо Яворов, Гео Милев, Димчо Дебелянов, Христо Ясенов, Николай Лилиев, Елин Пелин, Никола Вапцаров, Елисавета Багряна, Ваня Петкова, Дора Габе, Димитър Пантелеев, Веселин Ханчев, Александър Геров, Пеньо Пенев, Блага Димитрова, Павел Матев, Андрей Германов, Радой Ралин, Слав Хр. Караславов, Любомир Левчев, Божидар Божилов, Станка Пенчева, Стефан Цанев, Дамян Дамянов, Валери Петров, Иван Коларов, Симеон Владимиров, Валентина Радинска, и др.
Носител на множество литературни награди. През 1959 г. и 1982 г. получава годишната награда „Владимир Назор“ (на името на поета Владимир Назор) за цялостно творчество, през 1972 г. получава наградата на Нови Сад, а през 2003 г. за сонета „Suze putuju“ получава наградата „Тин Уйевич“ (на името на поета Тин Уйевич). В края на 90-те години в София международно жури ѝ присъжда наградата „Баларт“ за нейния принос в световното изкуство и по-специално за развитието на българо-хърватските литературни връзки.
Весна Парун умира на 25 октомври 2010 г. в Стубичке Топлице, Хърватия.

## Произведения

### Поезия
- Zore i vihori (1947)
- Pjesme (1948) – награда „Matica hrvatska“
- Crna maslina (1955) – награда на град Загреб
- Vidrama vjerna (1957)
- Ropstvo (1957)
- Pusti da otpočinem (1958)
- Ti i nikad (1959)
- Koralj vraćen moru (1959)
- Konjanik (1961)
- Jao jutro (1963)
- Bila sam dječak (1963)
- Vjetar Trakije (1964)
- Pjesme (1964)
- Gong (1966)
- Otvorena vrata (1968)
- Ukleti dažd (1969)
- Tragom Magde Isanos (1971) – Змаева награда
- Sto soneta (1972)
- I prolazim životom (1972)
- Stid me je umrijeti (1974)
- Olovni golub (1975)
- Apokaliptičke basne (1976)
- Ljubav bijela kost (1978)
- Čitač snova (1978)
- Izabrane pjesme (1979)
- Mapa Magdica (1979)
- Šum krila, šum vode (1981)
- Salto mortale (1981)
- Izabrana djela (1982)
- Grad na Durmitoru (1988)
- Kasfalpirova zemlja (1989)
- Indigo grad (1990)
- Sonetni vijenci (1991)
- Tronožac koji hoda (1993)
- Začarana čarobnica (1993)
- Izbor iz djela (1995)
- Ptica vremena (1996)
- Smijeh od smrti jači (1997)
- Pelin basne (1998)
- Spužvica i spužva (1999)
- Političko Valentinovo (2000)
- Grijeh smrti (2000)

#### На български език (поезия)
- Избрана лирика, изд.: „Народна култура“, София (1964), прев. Радой Ралин и Симеон Владимиров
- Къща. – Ябълка. – Зима, сп. „Век 21“ (1993), сп. „Литературен вестник“ (1997), прев. Теодора Ганчева, Ганчо Савов
- Благославям деня. – Девичество. – Ябълка, сп. „Литературни Балкани“ (2006), прев. Симеон Владимиров, Вели Чаушев, Теодора Ганчева

### Проза
- Pod muškim kišobranom (1987)
- Krv svjedoka (1988)
- Hrvatska kraljica (1999)
- Noć za pakost – moj život u 40 vreća (2001) – мемоари

### Детска литература
- Patka Zlatka (1957)
- Tuga i radost šume (1958)
- Zec mudrijan (1958)
- Kornjačin oklop (1958)
- Mačak Džingiskan i Miki Trasi (1968) – награда „Григор Витез“
- Mačak na mjesecu (1969)
- Miki Trasi i baka Pim Bako (1968)
- Miki slavni kapetan (1970)
- Karneval u Kukljici (1974)
- Poznanstvo s danima malog Maksima (1974)
- Igre pred oluju (1979)
- Dvanaest slikovnica o psima (1983)
- Hoću ljutić, neću mak (1983)
- Roda u školi (1988)
- Pokraj Kupe kad se vrapci skupe (1989)
- Moj prijatelj šišmiš (1990)
- Uspavanka za poljubac (1995)
- Kroz prozorčić zime (1995)
- Pčela, duga i mlin (1997)
- Tri morske pustolovke (2000)
- Morska kočijica (2001)

### Пиеси
- Marija i mornar
- Apsirt
- Magareći otok
- Škola za skitnice

## Книги за поетесата
- Българската одисея на Весна Парун (2016) – от Катя Зографова, изд.: Изток-Запад